# Шапю, Анри Мишель
Анри Мишель Антуан Шапю́ (фр. Henri Michel Antoine Chapu; 29 сентября 1833[…], Ле-Ме-сюр-Сен — 21 апреля 1891[…], Париж) — французский скульптор академического направления.

## Жизнь и творчество
А. М. Шапю учился в парижской Школе изящных искусств у таких скульпторов, как Жан-Жак Прадье и Франциск-Жозеф Дюре, а также у живописца Леона Конье. В 1855 году он дебютировал на большой выставке Парижского салона, при этом одна из его работ была удостоена Римской премии. Премия предоставляла стипендию для поездки в Италию. После возвращения во Францию Шапю получил заказ на скульптурное оформление здания Торговой палаты в родном городе, для которого создал аллегорическую статую «Механика». Похожую скульптуру «Кантата» Шапю создал для входа в здание Парижской оперы. Скульптуру, изображающую юриста Пьера-Антуана Беррье, можно увидеть в парижском Дворце юстиции. Одной из последних работ Шапю стал памятник художнику Жану Кузену, установленный в 1880 году в родном городе последнего, Сансе. Большая часть созданных Шапю скульптур — аллегорическое осмысление образов античной мифологии.
По меньшей мере четыре полномасштабные реплики скульптуры «Жанны д’Арк» (1872, оригинал в парижском музее Орсе) имеются в постоянных экспозициях в университетах Виргинии: в библиотеке Макконнелла в Рэдфордском университете в Рэдфорде, Виргиния, в Лонгвудском университете, в Университете Джеймса Мэдисона и в Университете Мэри Вашингтон.
С 1880 года А. М. Шапю — офицер ордена ордена Почётного легиона.

## Галерея

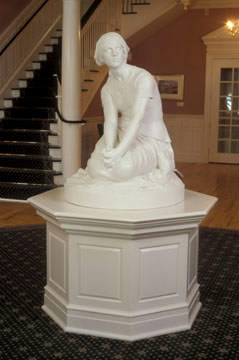
Жанна д'Арк. Музей Орсе, Париж
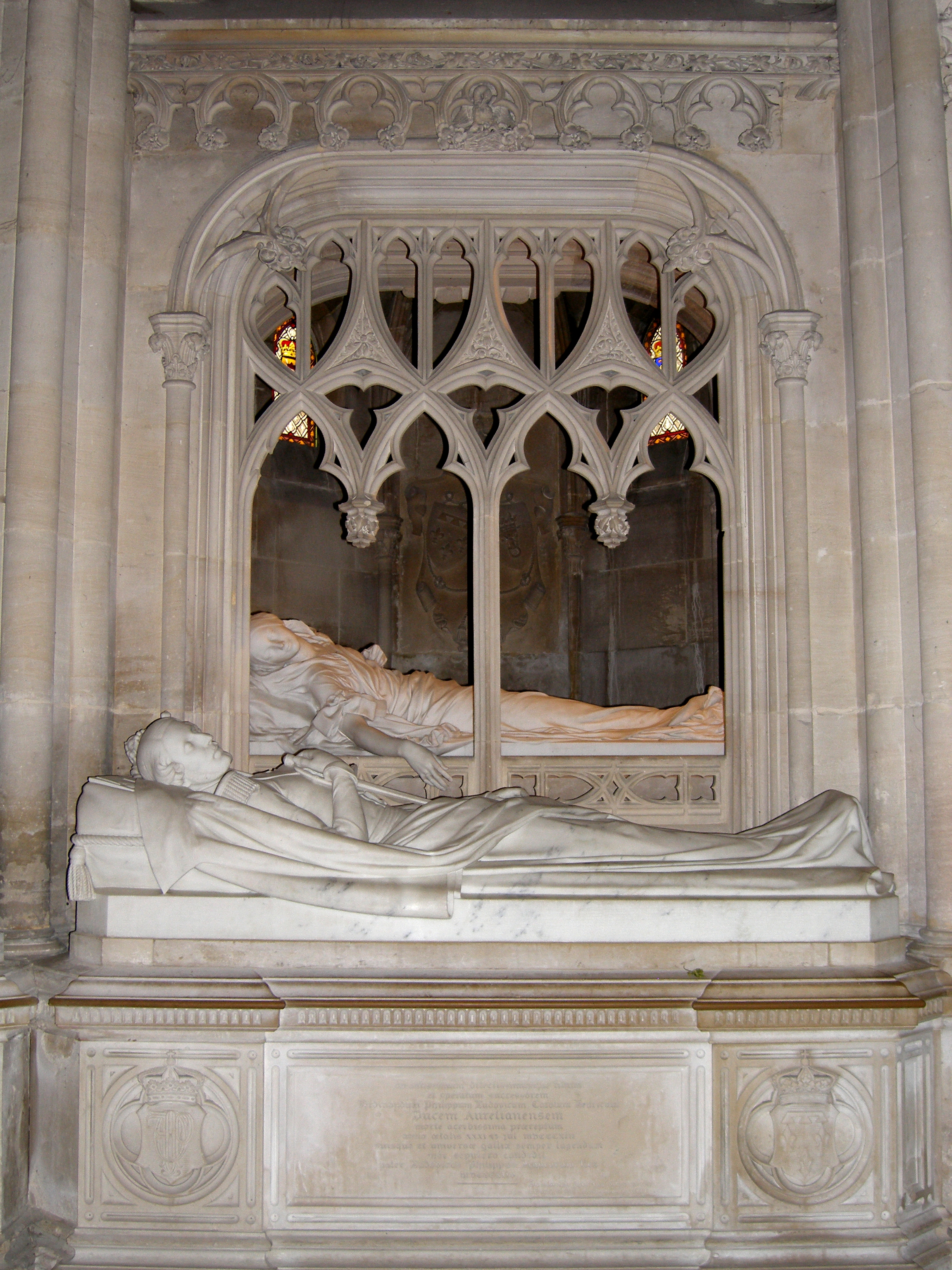
Надгробие Елены Мекленбург-Шверинской, герцогини Орлеанской
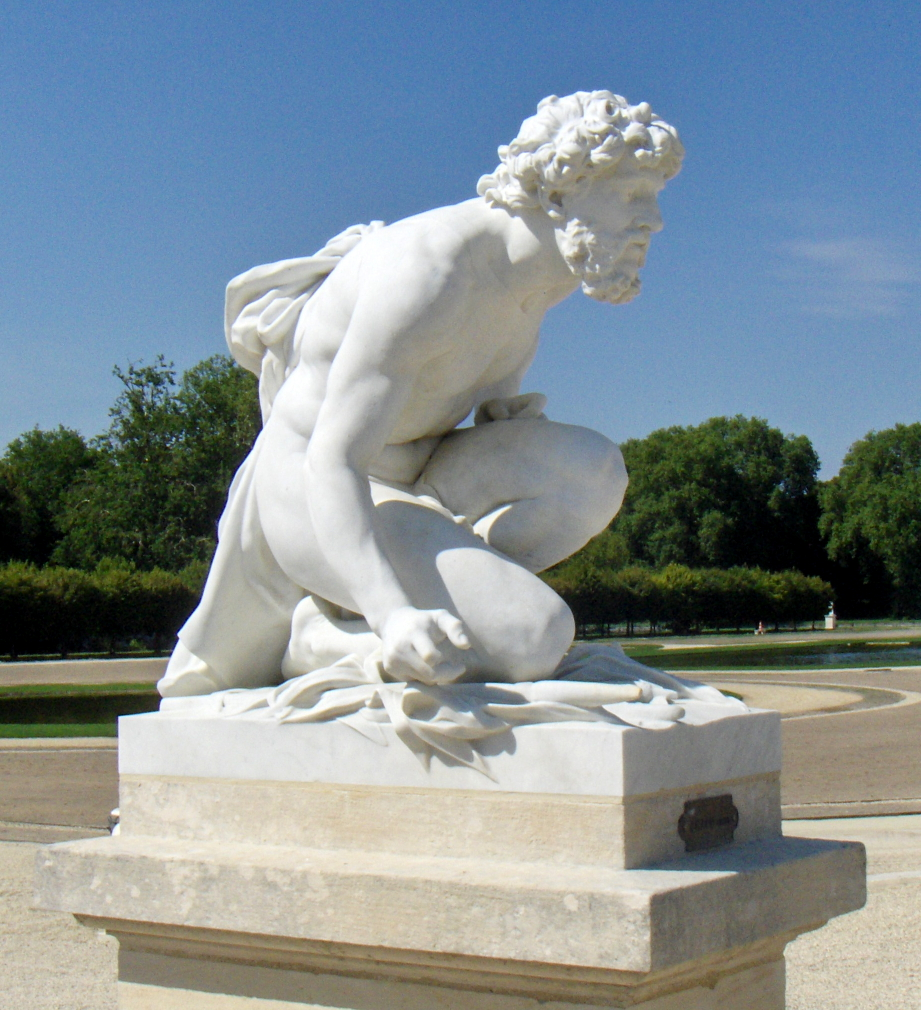
Плутон. Шантийи
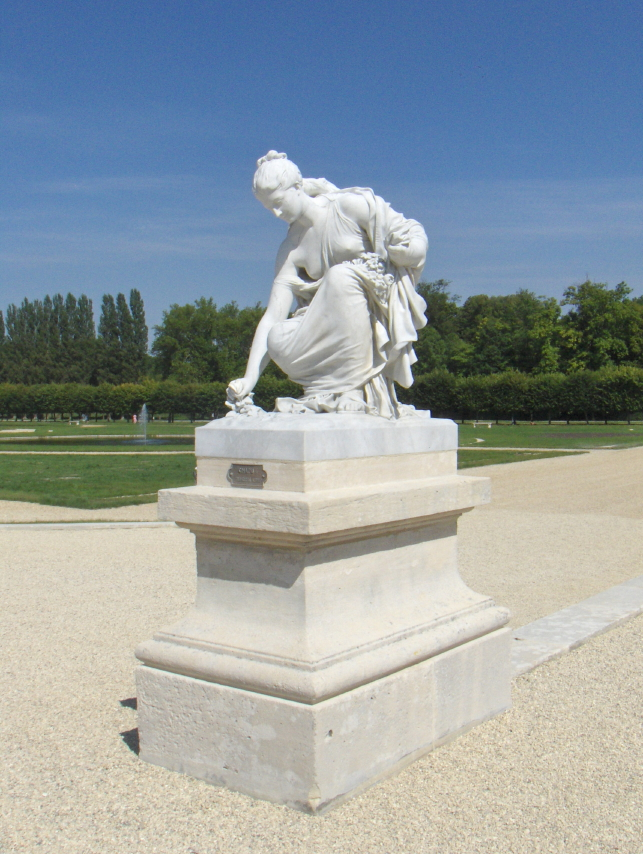
Прозерпина. Шантийи
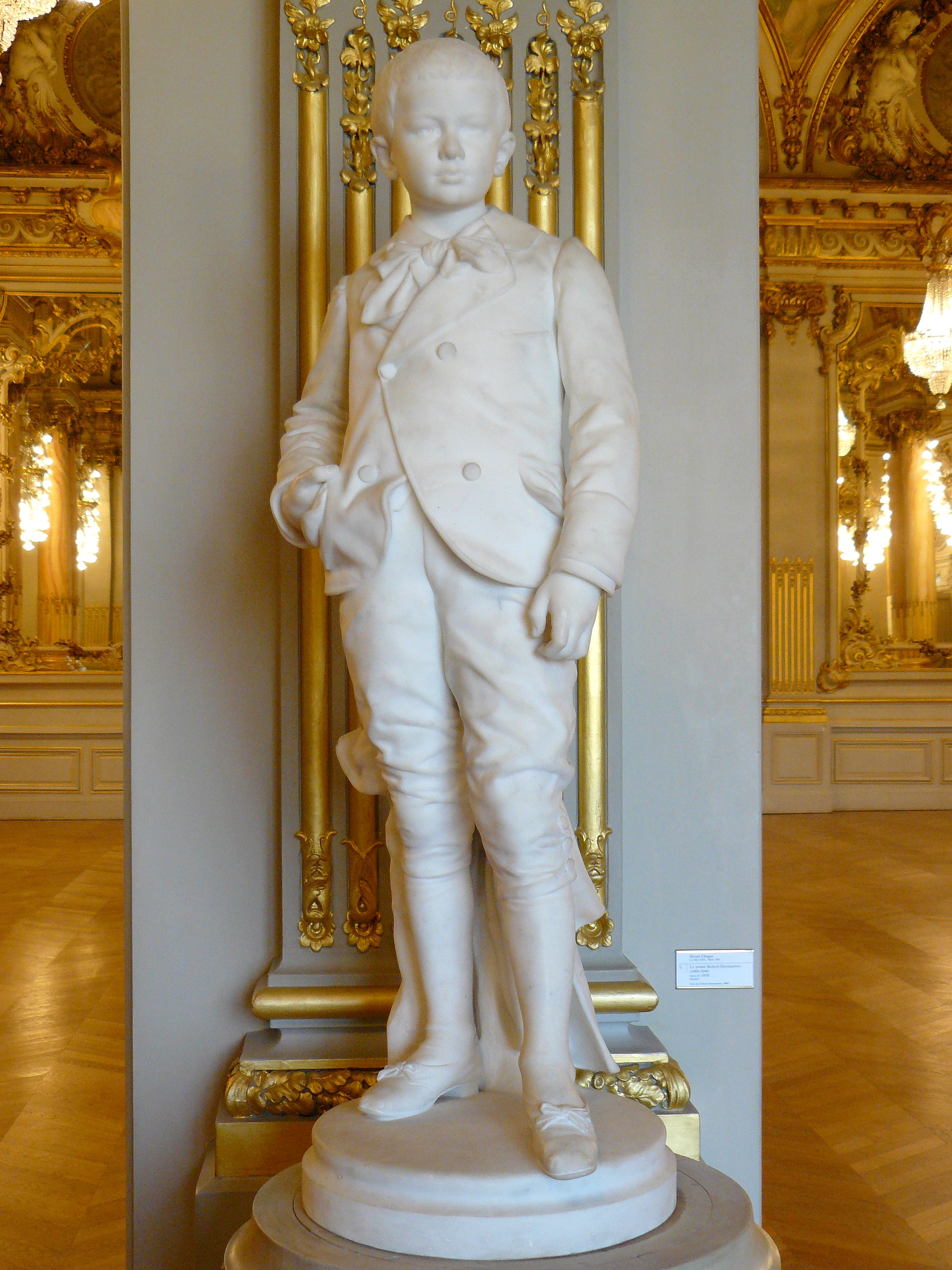
Статуя Робера Десмара. Музей Орсе, Париж
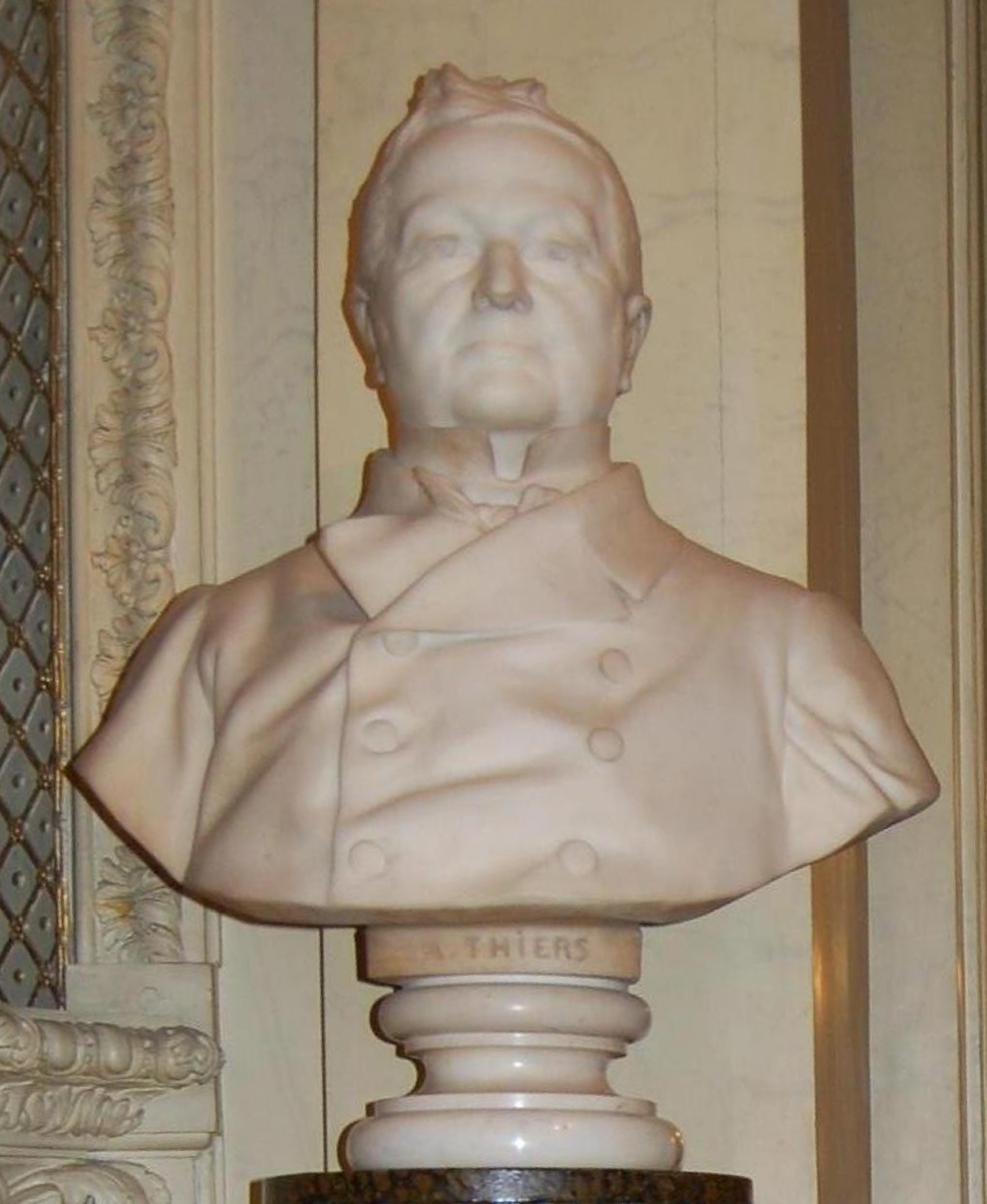
Бюст А. Тьера. Люксембургский дворец, Париж